# Antonio Galdo
Antonio Galdo (Naples, 17 octobre 1957) est un écrivain et journaliste italien.

## Biographie
Antonio Galdo collabore avec différentes publications comme Panorama, Economy, Il Mattino, L'Indipendente, Il Messaggero, Corriere Adriatico, ainsi qu'à la télévision avec la RAI, et depuis 2009 avec le site Non Sprecare .

## Œuvres
- Denaro Contante, Rizzoli, 1990
- Intervista a Giuseppe De Rita sulla borghesia in Italia, Laterza, 1996
- Ospedale Italia, Il Saggiatore, 1998
- Guai a chi li tocca. L'Italia in ostaggio delle corporazioni: dai medici ai ferrovieri, dai gondolieri ai magistrati, Mondadori, 2000
- Capolinea a Nordest, con Giuseppe De Rita,  Marsilio, 2001
- Saranno potenti? Storia, declino e nuovi protagonisti della classe dirigente italiana, Sperling & Kupfer, 2003
- Pietro Ingrao, il compagno disarmato, Sperling & Kupfer, 2004
- Fabbriche. Storie, personaggi e luoghi di una passione italiana, Einaudi, 2007
- Non Sprecare, Einaudi, 2008
- Basta Poco, Einaudi, 2011
- L’eclissi della borghesia, avec Giuseppe De Rita, Laterza, 2011
- Non Sprecare edizione tascabile, Einaudi, 2012